# Margaret Brown
Margaret "Molly" Brown (født 18. juli 1867, død 26. oktober 1932) var en amerikansk aktivist, filantrop og overlevende ved RMS Titanics forlis i 1912, hvorefter hun blev kendt som "den usynkelige Molly Brown", fordi hun havde fået besætningen på redningsbåd nr. 6 til at sejle tilbage til stedet, hvor Titanic få øjeblikke før sank, og samle overlevende op af vandet; det er er dog uvist, om nogen blev reddet op af vandet. En Broadway-musical ved navn "Den usynkelige Molly Brown" fra 1960 handlede om hendes liv.
Hun havde med James Joseph "J.J." Brown (1854–1922) to børn: Lawrence Palmer Brown (1887–1949) og Catherine Ellen Brown (1889–1969)
Datter af John Tobin (1820–1899) og Johanna Collins (1825–1905).